# Pallacanestro Forlì 2.015
La Pallacanestro Forlì 2.015 è una squadra di pallacanestro della città di Forlì.

## Storia
La Pallacanestro Forlì 2.015 fu fondata nel maggio 2015, a pochi mesi di distanza dal fallimento della Fulgor Libertas Forlì. Il nome "2.015" richiamò l'anno di fondazione e simboleggiò un nuovo inizio per il basket forlivese. L'iniziativa fu promossa da Giuseppe Rossi, manager e direttore generale dell'azienda Orva Srl di Bagnacavallo, con esperienza ventennale nella dirigenza sportiva a Lugo. Nel 2015, Rossi esplorò infatti la possibilità di riportare la pallacanestro a Forlì ottenendo il supporto di Unieuro, azienda leader nella distribuzione di elettronica con sede a Forlì. Un ruolo chiave nella fondazione della squadra fu ricoperto da Luigi Garelli, allenatore già attivo nel basket locale, che assunse il doppio ruolo di dirigente e coach.

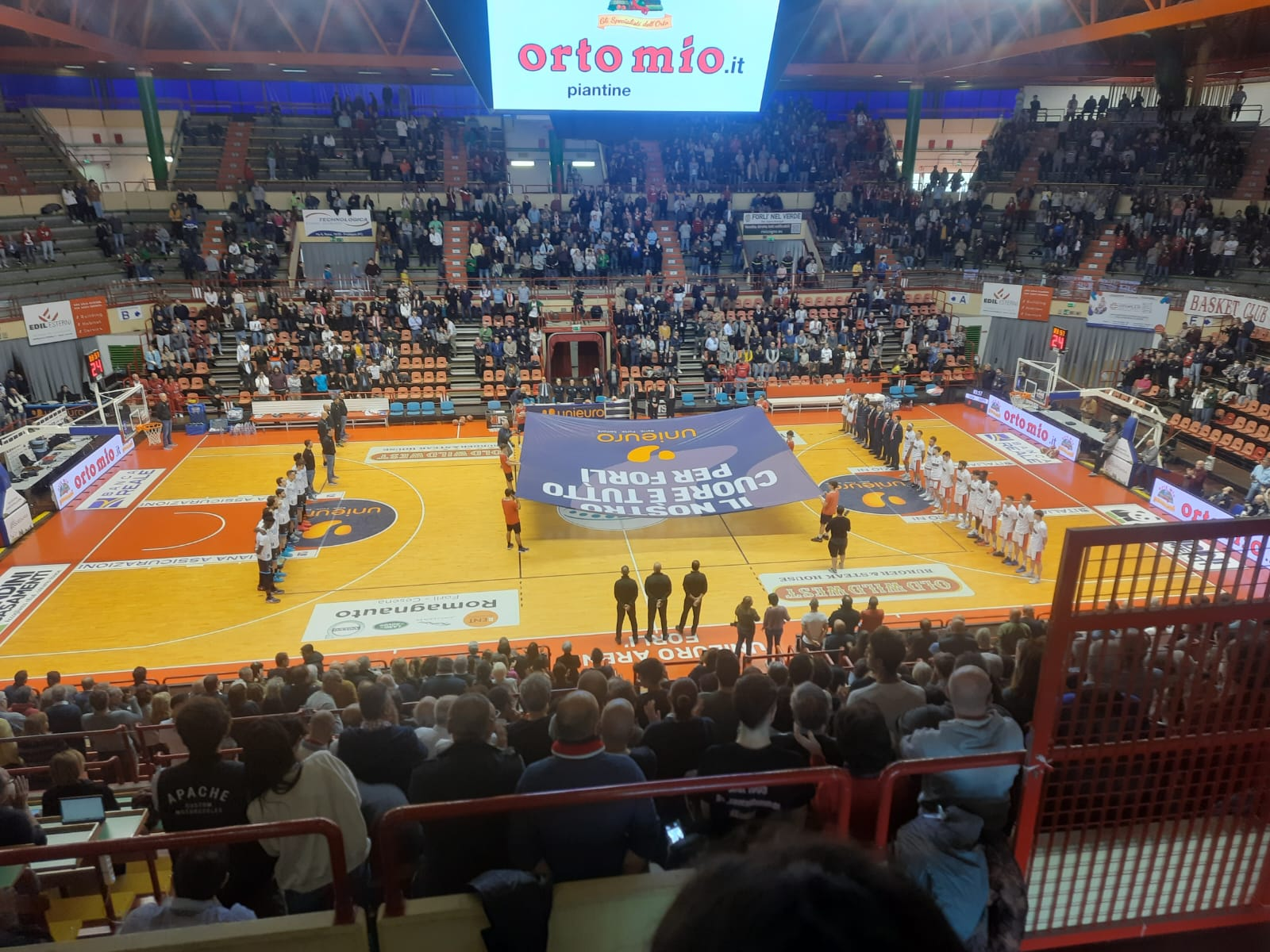
L'Unieuro Arena nell'aprile 2023

La stagione 2015-2016 segnò l'esordio della squadra in Serie B, culminando con la vittoria della Coppa Italia di categoria e la promozione in Serie A2, ottenuta nella Final Four di Montecatini Terme.
Nel 2016-2017, Forlì affrontò la Serie A2 con grandi difficoltà nella prima parte di stagione, culminate nel cambio di allenatore: Luigi Garelli fu sostituito da Giorgio Valli. La salvezza fu raggiunta vincendo il play-out contro la Pallacanestro Chieti per 3-1.
Nel giugno 2017 Renato Pasquali assunse il ruolo di general manager. La stagione 2017-2018, partita con l'obiettivo di una salvezza tranquilla, si concluse con la permanenza in A2 con tre giornate di anticipo. Guidata in campo dal play israeliano Yuval Naimy, la squadra raggiunse anche un record cittadino con 2.340 abbonamenti, culminando con la storica vittoria per 91-67 sulla Fortitudo Bologna.
L'obiettivo play-off fu raggiunto nella stagione successiva. Confermato Valli in panchina, la squadra accolse ritorni importanti come Melvin Johnson e l'ingaggio di Kenny Lawson. Nonostante una brillante prima parte, la guida tecnica passò a Marcelo Nicola. Forlì chiuse sesta e accedette per la prima volta ai play-off, uscendo però al primo turno contro la N.P.C. Rieti (3-2).
Nel 2019-2020 l'allenatore fu Sandro Dell'Agnello, e il roster vide l'arrivo di elementi di esperienza come Giachetti, Rush, Watson, Ndoja e Bruttini. La squadra si qualificò per la prima volta alla Coppa Italia di lega. Tuttavia, la pandemia di COVID-19 portò alla sospensione definitiva della stagione, lasciando in sospeso un campionato promettente abbandonato al secondo posto in classifica.
Nel clima surreale delle gare a porte chiuse, Forlì chiuse il proprio girone della Serie A2 2020-2021 al primo posto, tuttavia i play-off si conclusero ai quarti con la sconfitta contro l'Eurobasket Roma (3-1), complici anche gli infortuni.
La stagione seguente si concluse con un settimo posto e una nuova eliminazione ai quarti di finale, questa volta ad opera di Cantù.
La stagione 2022-2023, preceduta dal cambio di panchina che vide l'arrivo di Antimo Martino, si chiuse con Forlì al primo posto in regular season: la squadra superò Chiusi e Udine ai play-off, ma fu sconfitta in finale dalla Vanoli Cremona per 0-3.
Nel 2023-2024, Forlì si confermò ai vertici della Serie A2 chiudendo di nuovo al primo posto. Il 17 marzo 2024 conquistò la Coppa Italia di Serie A2, battendo prima Cantù (60-59) e poi la Fortitudo Bologna (61-51) al PalaTiziano di Roma. Tuttavia, i play-off si fermarono in semifinale contro Trieste (0-3), anche a causa della grave assenza di Kadeem Allen, infortunatosi al tendine d'Achille il 21 aprile.

## Partecipazione ai campionati
| Livello | Categoria | Partecipazioni | Esordio   | Ultima stagione |
| ------- | --------- | -------------- | --------- | --------------- |
| 2°      | A2        | 9              | 2016-2017 | 2024-2025       |
| 3°      | B         | 1              | 2015-2016 | 2015-2016       |

## Impianto di gioco
Fiore all'occhiello della città di Forlì è il PalaGalassi impianto inaugurato nel 1987 con una capacità di oltre 7 500 posti di cui 5 676 a sedere, con una visibilità perfetta in ogni punto del palazzo.

L'impianto si suddivide in tre anelli: parterre con poltroncine, tribuna numerata (settore verde) e gradinate (settore giallo).

## Palmarès
- Coppa Italia LNP di Serie B 2016
- Coppa Italia LNP di Serie A2 2024

## Roster 2025-2026
Aggiornato al 13 luglio 2025
|  | Naz.                   | Ruolo | Sportivo            | Anno | Alt. | Peso |  |
|  | ---------------------- | ----- | ------------------- | ---- | ---- | ---- |  |
|  | Stati Uniti (bandiera) | PG    | Kadeem Allen        | 1993 | 185  | 91   |  |
|  | Italia (bandiera)      | GA    | Pietro Aradori      | 1988 | 194  | 95   |  |
|  | Italia (bandiera)      | C     | Angelo Del Chiaro   | 2001 | 208  | 104  |  |
|  | Italia (bandiera)      | AG    | Raphael Gaspardo    | 1993 | 207  | 100  |  |
|  | Stati Uniti (bandiera) | G     | Demonte Harper      | 1989 | 193  | 88   |  |
|  | Italia (bandiera)      | AG    | Stefano Masciadri   | 1989 | 200  | 100  |  |
|  | Italia (bandiera)      | G     | Simone Pepe         | 1093 | 184  | 90   |  |
|  | Italia (bandiera)      | P     | Tommaso Pinza       | 2006 | 189  | 82   |  |
|  | Italia (bandiera)      | P     | Riccardo Tavernelli | 1991 | 188  | 82   |  |

## Tifoseria

### Storia
Il gruppo ultras «Curva Nord Forlì» nasce in seguito allo scioglimento del famoso gruppo «Ultras Forlì 1997»; perciò la tifoseria organizzata forlivese riesce a compiere un ricambio generazionale. I tifosi seguono gli impegni della squadra forlivese in casa e in trasferta.
Uno storico gruppo di sostenitori è quello del «Basket Club Marini», fondato nel 1981.
Nella stagione sportiva 2022-2023 tornano a fare parte della tifoseria organizzata anche i "Mostri", gruppo storico della Libertas e di Fulgor Forlì.
Occasionalmente, al PalaGalassi, sono presenti anche tifosi triestini, eugubini e montecatinesi, gemellati con Forlì.
Negli ultimi anni, la presenza dei tifosi forlivesi a palazzetto è in costante aumento, con i tifosi che rendono sempre più caldo il clima a palazzetto, rendendolo uno dei più attivi e caldi di Serie A2.

### Gemellaggi e rivalità
Tifoserie amiche
- Herons Montecatini
- Pall. Trieste
- Gubbio
- V.L. Pesaro

Tifoserie rivali
- Fortitudo Bologna
- Basket Rimini
- A. Costa Imola
- Basket Ravenna
- Benedetto XIV Cento
- Junior Casale
- Pistoia Basket
- Virtus Bologna
- Pall. Treviso
- Pall. Roseto
- Amici Pall. Udinese
- Reyer Venezia
- Juvecaserta
- Pall. Vigevano
- Vanoli Cremona
- Libertas Livorno 1947